# Grand Prix Velo Alanya
Der Grand Prix Velo Alanya ist ein türkisches Straßenradrennen.
Der Grand Prix Velo Alanya wurde zum ersten Mal 2019 ausgetragen und findet seitdem jährlich zum Anfang der Saison im Februar/März statt. Das Eintagesrennen wird in der Stadt Alanya in der Provinz Antalya ausgetragen. Nicht zu verwechseln mit dem Rennen Grand Prix Alanya.
Seit 2019 zählt das Rennen zur UCI Europe Tour und ist in der Kategorie 1.2 eingestuft.
Seit 2019 wird das gleichnamige Frauenrennen Grand Prix Velo Alanya Women ausgetragen.

## Palmarès

### Männer
| Jahr | Sieger          | Zweiter          | Dritter         |
| ---- | --------------- | ---------------- | --------------- |
| 2019 | Mikalaj Schumau | Onur Balkan      | Andrij Kulyk    |
| 2020 | Daniil Pronskiy | Paweł Bernas     | Anatoliy Budyak |
| 2021 | Carlos Quintero | Alex Hoehn       | Metkel Eyob     |
| 2022 | Igor Tschschan  | Meindert Weulink | Moritz Kretschy |

### Frauen
| Jahr | Sieger                | Zweiter             | Dritter              |
| ---- | --------------------- | ------------------- | -------------------- |
| 2018 | Olga Sabelinskaja     | Marija Nowolodskaja | Hanna Solowej        |
| 2019 | Olena Scharha         | Christina Perchtold | Taissa Naskowitsch   |
| 2020 | Daria Malkova         | Marija Miljajewa    | Margarita Syradojewa |
| 2021 | Alena Ivanchenko      | Yanina Kuskova      | Marija Nowolodskaja  |
| 2022 | Wiktorija Jaroschenko | Olha Schekel        | Manon Souyris        |